# کارولین ویلیامز
کارولین ویلیامز (انگلیسی: Caroline Williams؛ زادهٔ ۲۷ مارس ۱۹۵۷) هنرپیشه اهل ایالات متحده آمریکا است.